# Billy-le-Grand
Billy-le-Grand település Franciaországban, Marne megyében. Lakosainak száma 139 fő (2022. január 1.). Billy-le-Grand Livry-Louvercy, Les Petites-Loges, Sept-Saulx, Trépail, Vaudemange és Villers-Marmery községekkel határos.

## Népesség
A település népességének változása:
| Lakosok száma | 56   | 53   | 77   | 98   | 126  | 124  | 121  | 119  | 118  | 139  |
|               | 1968 | 1982 | 1990 | 2006 | 2013 | 2015 | 2017 | 2019 | 2020 | 2022 |